# Purgatorio - Canto ventiquattresimo
Il canto ventiquattresimo del Purgatorio di Dante Alighieri si svolge sulla sesta cornice, ove espiano le anime dei golosi; siamo nel pomeriggio del 12 aprile 1300, o secondo altri commentatori del 29 marzo 1300.

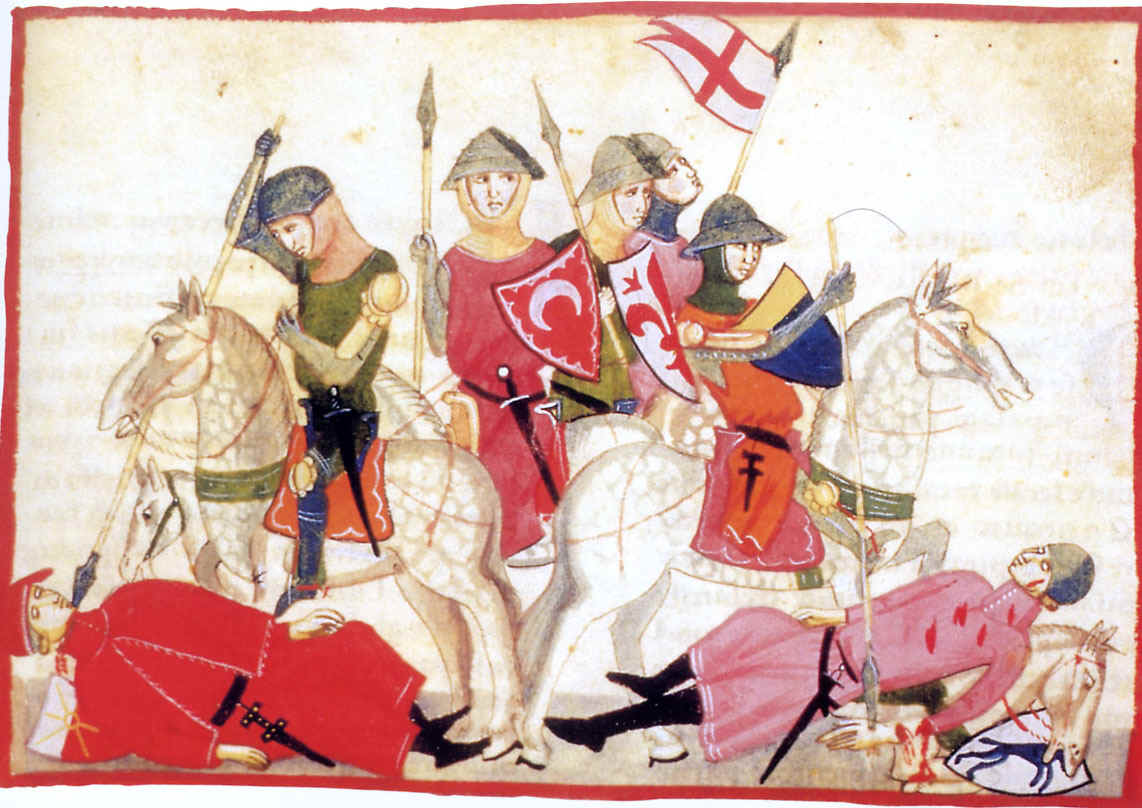
La fine di Corso Donati (presente in questo canto), miniatura della Nuova Cronica di Giovanni Villani

## Incipit
(Anonimo commentatore dantesco del XIV secolo)

## Temi e contenuti
- Dante e Forese - v. 1-33

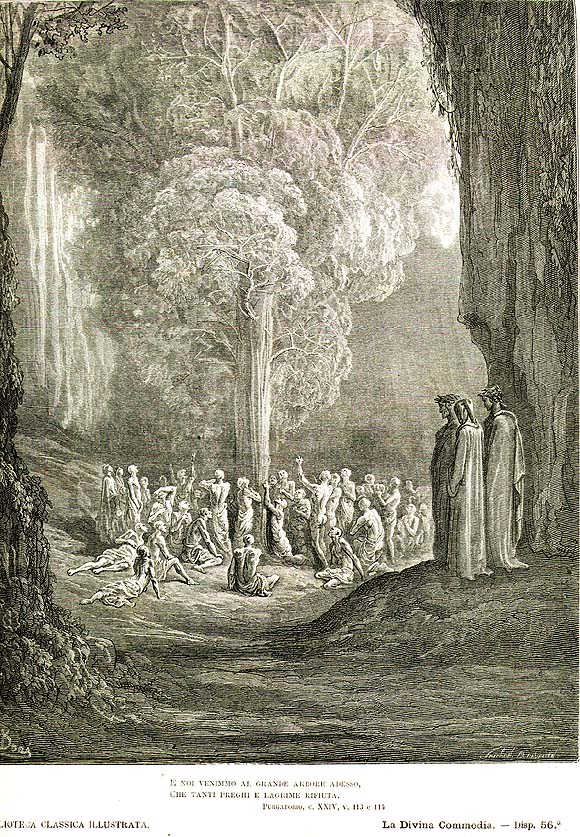
Illustrazione di Gustave Doré

- Bonagiunta e lo Stilnovo - v. 34-63
- Profezia contro Corso Donati - v. 64-99
- Il secondo albero - v. 100-114
- Esempi di gola punita - v. 115-129
- L'angelo della temperanza - v. 130-154

## Sintesi
Continua il dialogo con Forese Donati iniziato nel canto precedente: mentre le anime dei golosi guardano meravigliate Dante accorgendosi che è vivo, questi chiede a Forese dove si trovi la sorella di lui Piccarda e che altre persone famose ci siano sulla cornice che percorrono. Forese alla prima domanda risponde che la sorella - tanto bella quanto buona - si trova già in Paradiso (la si incontrerà infatti in Paradiso, canto III), poi alla seconda domanda nomina Bonagiunta Orbicciani da Lucca, Martino IV (Simone di Brie) da Tours, Ubaldin della Pila, Bonifazio Fieschi, Marchese degli Argugliosi, e molti altri, tutti contenti di essere ricordati.
Ma, più di tutti, è Bonagiunta ad attirare l'attenzione di Dante, mormorando un «Gentucca» che questi dapprima non capisce; alla domanda di maggiori spiegazioni, egli profetizza: «È già nata una donna, e non è ancora sposata (non porta ancora la benda maritale), che ti farà amare la mia città, benché molti ne parlino male» (e in primis Dante stesso, per esempio nel canto XXI dell'Inferno). Poi inizia una parte importantissima del canto, che prelude a un'altra discussione di poetica che si terrà due canti più tardi: attraverso le parole di Bonagiunta, Dante si fa quasi "consacrare" principale poeta del Dolce stil novo e ne enuncia una dichiarazione di poetica da cui poi il movimento stesso trarrà il nome che gli è convenzionalmente attribuito.
Bonagiunta gli chiede infatti se è proprio lui che inventò le «nuove rime» con la canzone Donne ch'avete intelletto d'amore (canzone presente nella Vita Nova, alla quale Dante stesso attribuisce «mater[i]a nuova» e «alto parlare»), al che Dante risponde di essere uno che, quando Amore lo ispira, prende nota, e nel modo in cui quello gli detta dentro, scrive: udite queste parole, Bonagiunta esclama di capire finalmente l'ostacolo che trattenne lui, Giacomo da Lentini - nominato quale rappresentante della Scuola siciliana - e Guittone d'Arezzo - rappresentante della Scuola toscana pre-stilnovistica - al di qua del «dolce stil novo ch'i' odo», precisando come l'unica differenza tra i due modi di poetare, a suo avviso, sia proprio questa fedeltà ai sentimenti e alle parole ispirate da Amore.
Dopo questa conversazione le anime riprendono veloci la loro corsa di espiazione, e così pure Forese dopo aver chiesto a Dante, con tono malinconico, quando mai lo rivedrà. Dante non sa rispondergli quando sarà la sua morte, ma afferma che essa verrà ben presto nei suoi desideri se Firenze continua nella sua decadenza, che sembra accelerarsi ogni giorno di più; ma Forese lo conforta con una seconda predizione, affermando che il maggior colpevole di questa situazione (Corso Donati, qui nemmeno nominato) sarà fra non molto trascinato via dal galoppo di veloci cavalli verso l'Inferno. Detto questo riprende il suo cammino di espiazione, troppo rallentato per rimanere con l'amico, e lascia Dante insieme ai due grandi maestri (Virgilio e Stazio).
Così procedono pensosi quando, al volgere di una curva sul sentiero, vedono non molto lontano una folla di anime che si accalca attorno ad un albero ricco di frutti, come un gruppo di bambini che si affolla attorno ad una persona, desiderando quello che ha in mano, mentre questa non ascolta le preghiere ma anzi alza in alto l'oggetto per ravvivare ancor più i desideri. Infine, disillusa, la folla si allontana, mentre i tre si avvicinano; una voce proviene dall'albero incitandoli ad allontanarsi, che - dice - quell'albero discende direttamente dall'albero della conoscenza del bene e del male, a cui morse Eva, e che si trova nel Paradiso terrestre. Dopodiché la voce prosegue enunciando esempi di gola punita:
- il primo esempio è tratto dalle Metamorfosi di Ovidio e racconta dei centauri che, ebbri di vino, tentarono di violentare le donne dei loro ospiti alla cena di nozze di Piritoo e Ippodamia, e vennero per questo in gran parte uccisi da Teseo;
- il secondo esempio è tratto dal Libro dei Giudici dell'Antico Testamento e racconta di come Gedeone respinse gli Ebrei che avevano bevuto troppo avidamente alla fonte di Arad, prima della battaglia contro i madianiti.

I tre proseguono ancora a lungo meditabondi, quando una voce improvvisa chiede loro a cosa pensino: al che Dante si volta spaventato e vede la luce abbagliante dell'angelo della temperanza, che indica loro la strada verso l'ultima cornice e toglie la sesta P dalla fronte del poeta, cantando la beatitudine «Beati qui esuriunt et sitiunt iustitiam» (ma in forma parafrasata: "Beati gli illuminati da Dio che non si fanno eccitare dalla gola e hanno fame di quanto è giusto").

## Analisi del canto
Questo canto appartiene alla ricca categoria di canti danteschi in cui si assiste a riflessioni di poetica e letteratura da parte dell'autore, egli stesso fecondo scrittore di poesie stilnovistiche e non, ma che approda nella Divina Commedia a una concezione sicuramente diversa, più alta e moralmente agonistica, della letteratura, rispetto agli scritti giovanili. Nelle parole che fa pronunciare a Bonagiunta Orbicciani, egli mette a fuoco un unico punto cruciale: gli stilnovisti - e Dante per primo - scrivono solo quello che Amore detta loro. In questo viene identificato il «nodo», l'impedimento che rende inferiori rispetto a questa le poetiche precedenti, legate come sono al senso convenzionale dell'amore; il Dolce Stil Novo, invece, vuol essere soprattutto impostato su un nuovo concetto d'amore, dell'amore come affiatamento religioso dell'anima: Dante, cioè, così come Cavalcanti, Guinizzelli e altri, interiorizza il discorso amoroso, esprimendo una verità profonda che il poeta percepisce direttamente nella propria anima. Si noti anche come Dante enuncia questo principio: «a quel modo / ch'ei (cioè Amore) ditta dentro vo significando» (vv. 53-54), sottolineando quindi l'importanza di una componente di interpretazione, di riflessione, nel trascrivere le parole di Amore; «nota[te]» quando egli «ispira»: solo interpretandola l'esperienza di Eros può essere oggetto di poesia. È significativo che Dante, nel rispondere alla richiesta di Bonagiunta, si qualifichi innanzitutto quale un appartenente ad un gruppo di poeti, che oggi noi definiamo stilnovisti, e, attraverso le parole di Bonagiunta, rivendichi con orgoglio i risultati raggiunti dai poeti del nuovo stile, capaci di superare i maggiori esponenti della generazione precedente, ovvero lo stesso Bonagiunta da Lucca, Giacomo da Lentini e Guittone d'Arezzo. Emerge dunque la consapevolezza di Dante della portata innovatrice dell'arte propria e di quella degli altri suoi 'colleghi' (come Guido Cavalcanti e Lapo Gianni) e della netta cesura rispetto alla produzione di un autore pur celebre come Guittone d'Arezzo.
Bonagiunta però si perde un altro punto cruciale nella svolta stilnovistica: egli considera questa interpretazione interiore dell'amore l'unica differenza con la poesia precedente, eppure nota anche una componente stilistica che rende la «n[u]ova» poesia così diversa dalla precedente, aspra, difficile, petrosa (come alcune rime dello stesso Dante); e a questa componente vanno attribuite le due parole, così importanti per Dante e così presenti nel suo lessico poetico, di "dolce" e di "nuovo" (egli aveva d'altronde intitolato la sua raccolta di componimenti Vita Nova).
Ma se la donna, nella Vita Nova, era sì una donna-angelo, ma conservava sempre i suoi connotati terreni, la Beatrice della Divina Commedia viene trasfigurata, perde ogni caratteristica puramente fisica, diventando simbolo trascendente della Grazia divina: Dante supera pertanto anche la poesia stilnovistica, che indirizzava al raggiungimento di un amore spirituale, attraverso un processo di astrazione con il quale il sentimento e la donna perdono ogni scoria terrena per diventare puro strumento di avvicinamento a Dio.